# Niman Rupes
La Niman Rupes è una struttura geologica della superficie di Cerere.